# Alchemilla pallens
Alchemilla pallens es una especie de planta del género Alchemilla, perteneciente a la familia Rosaceae.

## Taxonomía
Alchemilla pallens fue descrita por Robert Buser en 1892.

## Distribución
Se encuentra en el territorio de Austria, Bulgaria, Francia, Italia y Suiza.